# 永陵镇
永陵镇是中国辽宁省新宾满族自治县下辖的一个镇，位于县境中部，全镇总面积525.07平方公里，耕地面积5.8万亩，山林面积58万亩，总人口约4.2万，其中农业人口约2.9万，满族人口占75%。永陵镇是中国历史文化名镇之一，位于境内老城村的赫图阿拉城（兴京）是清王朝的发祥地、全国AAAA级景区，清永陵为世界文化遗产盛京三陵之首。
全镇下辖3个社区居委会和24个行政村，分别是：龙岗社区、凤仪社区、东钢社区、红旗村、前进村、蔬菜村、后堡村、头道砬子村、错草村、老城村、永陵朝村、二道河村、金岗村、色家村、那家村、李家村、腰堡村、头道堡村、嘉禾村、驿马村、五道堡村、西堡村、大和睦村、下房子村、夏园村、团结村、羊祭台村。